# Bronwood
Bronwood – miasto w Stanach Zjednoczonych, w stanie Georgia, w hrabstwie Terrell.